# Callipodida

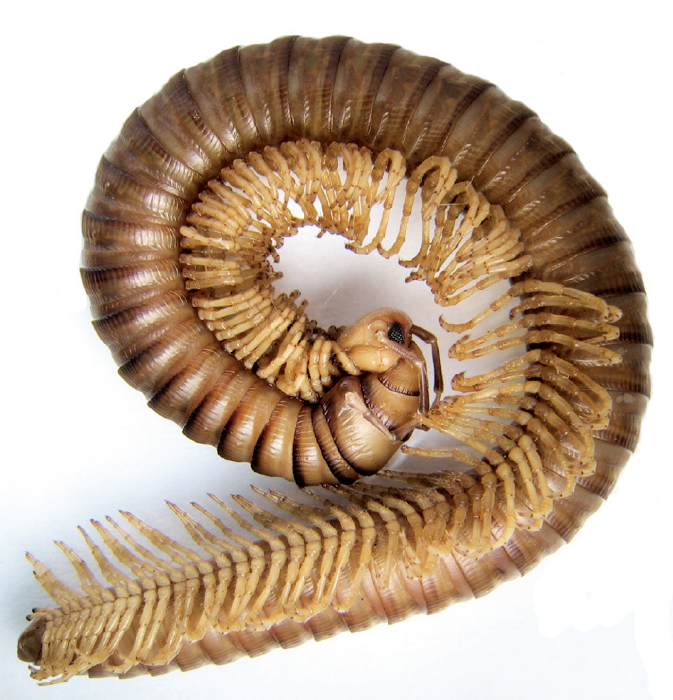
Eurygyrus ochraceus z rodziny Schizopetalidae.

Callipodida – rząd wijów z gromady dwuparców
i nadrzędu Nematophora. Obejmuje 135 opisanych gatunków.

## Opis
Dorosłe formy tych dwuparców osiągają od 15 do 100 mm długości ciała i mają od 40 do 75 pierścieni zagłowowych. Kształt ciała jest wydłużony i walcowaty. Oczy proste są u nich ciasno upakowane na trójkątnych polach ocznych. Narządy Tömösváry’ego mają postać niewielkich dołeczków. U większości gatunków na tergitach występują poprzeczne rządki szczecinek i podłużne listewki. Przez środek tergitów biegnie podłużna bruzda. Czułki i odnóża są długie i smukłe. U samca dziewiąta para odnóży jest niezmodyfikowana, natomiast ósma tworzy osadzone głęboko w inwaginacjach ściany ciała gonopody o dużych elementach koksosternalnych. Podzielony na trzy skleryty hipoprokt oraz podzielone walwy analne uchodzą za apomorfie grupy. Dla samic charakterystyczne są m.in. wynicowywalne walwule. Telson wyposażony jest w parę kądziołków przędnych.
U Callipodida, w przeciwieństwie do pokrewnych Chordeumatida, występują ozopory. Wydostająca się przez nie wydzielina gruczołów obronnych ma odstraszający zapach.

## Biologia i występowanie
Callipodida tolerują suchsze siedliska. Większość zamieszkuje szczeliny skalne, rumowiska i jaskinie. Powszechna w grupie jest padlinożerność, a niektóre gatunki mogą być drapieżne.
Przedstawiciele rzędu występują głównie w cieplejszych rejonach Holarktyki. W Ameryce Północnej zasiedlają Stany Zjednoczone i północny Meksyk. W Europie występują na Półwyspie Iberyjskim, krajach basenu Morza Śródziemnego i na Bałkanach. W Azji zasiedlają zachodnią Turcję, Lewant, góry Zagros w Iranie, Azję Środkową oraz Chiny i Azję Południowo-Wschodnią, przekraczając w tych dwóch ostatnich Zwrotnik Raka.

## Systematyka
Takson ten wprowadzony został w 1894 przez Reginalda Innesa Pococka. Według analiz filogenetycznych Enghoffa z 1984, Regiera i Shultza z 2001 oraz Regiera i innych z 2005: morfologicznej i metodą największej parsymonii Chordeumatoida zajmują pozycję siostrzaną względem Chordeumatida.
Do 2011 roku opisano 135 gatunków. Klasyfikuje się je w 3 podrzędach:
- Callipodidea Pocock, 1894
- Schizopetalidea Hoffman, 1973
- Sinocallipodidea Shear, 2000

W obrębie rzędu pozycję bazalną zajmują Sinocallipodidea.